# Mořic Braida
Mořic hrabě Braida (německy Moritz Graf Braida di Ronsecco e Cornigliano) (22. listopadu 1802 Brno – 19. února 1872 Vídeň) byl rakousko-uherský generál. Od mládí sloužil v armádě, aktivně se zúčastnil bojů v revolučních letech 1848–1849. Později byl dlouholetým nejvyšším hofmistrem vrchního velitele armády arcivévody Albrechta (1852–1868). Ve vojsku dosáhl hodnosti polního zbrojmistra. Byl majitelem menších statků na jižní Moravě, které po jeho smrti přešly na spřízněnou rodinu Mitrovských z Nemyšle.

## Životopis

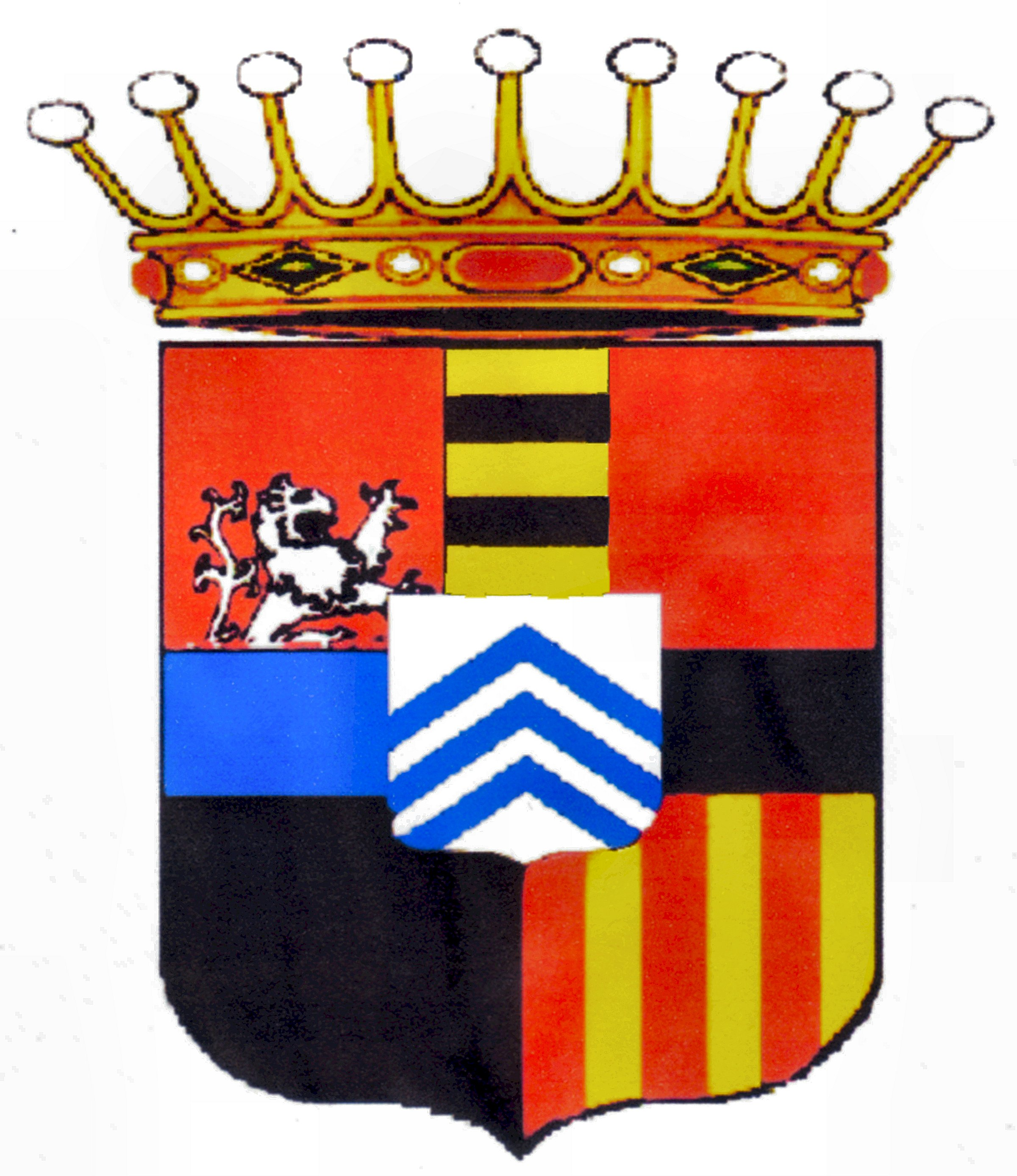
Erb rodu Braidů

Pocházel z italského šlechtického rodu Braidů usazeného od 17. století na Moravě. Byl synem c. k. komořího a guberniálního rady hraběte Antonína Braidy (1771–1825) a jeho manželky Antonie, rozené hraběnky Belcrediové (1769–1852). Od mládí sloužil v armádě, v roce 1825 se uvádí jako podporučík v Olomouci, později sloužil u ženijního sboru v Aradu v Sedmihradsku. V hodnosti nadporučíka byl poté převelen do severní Itálie a jako kapitán se později vrátil znovu do Olomouce. V roce 1839 byl jmenován c. k. komořím a byl přidělen ke dvoru arcivévody Albrechta. Jako podplukovník poté sloužil u 43. pěšího pluku a pod velením arcivévody Albrechta bojoval proti revolučnímu hnutí v roce 1848 ve Vídni a později v Itálii. V roce 1849 byl povýšen na plukovníka a stal se zástupcem velitele plzeňského pěšího pluku č. 35 v Uhrách.
V roce 1852 byl povýšen do hodnosti generálmajora a stal se nejvyšším hofmistrem arcivévody Albrechta, v této souvislosti získal také titul c. k. tajného rady s nárokem na oslovení Excelence. Arcivévoda Albrecht byl v té době vrchním velitelem a místodržitelem v Uhrách a Braida s ním pobýval v Budapešti. V roce 1859 dosáhl hodnosti polního podmaršála a ve funkci Albrechtova hofmistra setrval do roku 1868. V roce 1868 byl penzionován a obdržel čestnou hodnost polního zbrojmistra. Zbytek života strávil ve Vídni, kde také zemřel.
Za zásluhy byl nositelem Řádu železné koruny I. třídy a Vojenského záslužného kříže s válečnou dekorací. Díky dlouholeté službě u arcivévody Albrechta obdržel také několik ocenění od zahraničních panovníků. Byl nositelem ruského Řádu sv. Anny I. třídy a Řádu sv. Stanislava II. třídy, pruského Řádu červené orlice II. třídy, nositelem velkokříže papežského Řádu sv. Řehoře, řeckého Řádu Spasitele, Řádu Adolfa Nasavského a sicilského Konstantinova řádu sv. Jiří, komandérem hesenského Ludvíkova řádu a hannoverského Řádu Guelfů.

## Rodina
Po otci byl majitelem menších statků Jiříkovice a Šlapanice na Brněnsku, které patřily do lenní soustavy olomouckého arcibiskupství, po roce 1848 se staly svobodným majetkem. Po Mořicově úmrtí přešly statky na jeho vzdáleného bratrance hraběte Eugena Braidu (1813–1880), brněnského krajského hejtmana, později je koupil Mořicův synovec hrabě Vladimír Mitrovský, který je připojil ke svému velkostatku Sokolnice. Do majetku Mitrovských přešla také Mořicova knihovna, která je dnes součástí sbírek hradu Pernštejn.
V roce 1835 se oženil s hraběnkou Emou Onufrií Mitrovskou z Nemyšle (1799–1871), která byla dcerou Jana Nepomuka Mitrovského z Nemyšle, známého osvícence. Emma se později stala c. k. palácovou dámou a dámou Řádu hvězdového kříže. Manželství zůstalo bez potomstva.
Mořicova starší sestra Karolína (1800–1870) se provdala za barona Ernsta Forgatche, další sestra Antonie (1805–1831) byla manželkou hraběte Felixe Vettera z Lilie, jejich syn Felix Vetter z Lilie (1830–1913) byl později dlouholetým moravským zemským hejtmanem.